# Nyugat

Nyugati irány egy iránytűn
(W - West, azaz „nyugat”, angolul)

Nyugat a négy fő égtáj egyike.

## Szerepe
Egy földrajzi irány jelölésére szolgál a térképeken, illetve az iránytűkön. Nagyban megkönnyíti a bolygónkon történő tájékozódást.

## Elhelyezés
Megállapodás szerint napjainkban a térképeken a nyugati irány északtól balra található. Ez a megállapodás még a reneszánsz idejéből származik. Sok középkori térkép még Ázsia felé van tájolva, a nyugati irány néz a térkép alsó része felé.